# Giulia Brazzarola
Giulia Brazzarola (Segrate, 9 marzo 1996) è una calciatrice italiana, attaccante delle Azalee.

## Carriera
Dopo essere approdata alla Fiamma Monza ed essere stata aggregata alla prima squadra che disputa la Serie A2, l'allora secondo livello del campionato italiano femminile di calcio, dalla stagione 2011-2012, Brazzarola condivide con le compagne il percorso che vede la sua squadra raggiungere in campionato il 2º posto nel girone A, accedendo così agli spareggi fra le seconde classificate per l'ultimo posto tra le squadre che saliranno in Serie A. Dopo aver battuto in semifinale il Südtirol Vintl per 3-1, perde di misura la finale contro il Siena, tuttavia prima dell'inizio del successivo campionato, dopo la rinuncia all'iscrizione della squadra toscana, è ammessa in Serie A.
Nella stagione successiva viene impiegata con regolarità, marcando 25 e segnando un gol in campionato su 30 incontri. Per tutto il campionato la squadra occupa posizioni di bassa classifica chiudendolo al 13º posto, costringendo la Fiammamonza a giocarsi la salvezza con il Grifo Perugia ai play-out, con le Grifoncelle che in virtù del 2-2 finale ai tempi supplementari passano per aver chiuso il campionato sopra le monzesi.
Durante la sessione di calciomercato estiva si trasferisce alla neopromossa Inter Milano per la stagione entrante, condividendo l'avventura della dirigenza che punta alla salvezza, rimanendo così in Serie A per una seconda stagione. Il campionato si rivela tuttavia particolarmente ostico, complicato anche dalla ristrutturazione che prevede la retrocessione di ben sei squadre, e al termine riesce a conquistare solo 24 punti che gli valgono la 13ª posizione, ovvero il quartultimo posto, e la conseguente retrocessione in Serie B, ritornata secondo livello del campionato italiano femminile di calcio. Nella stagione che vede il passaggio sulla panchina di tre diversi tecnici, in campionato Brazzarola marca 12 presenze senza segnare alcuna rete.
Nell'estate 2014 cambia nuovamente società accasandosi al Caprera, squadra iscritta al campionato di Serie B 2014-2015, sperando nel rilancio della carriera con la società de La Maddalena. Durante la prima parte della stagione tuttavia subisce un grave infortunio, la rottura del legamento crociato del ginocchio destro che la terrà lontano dal terreno di gioco da novembre. Pur nella stagione compromessa matura 12 presenze in campionato siglando 4 reti, con la squadra che pur costretta a un campionato di bassa classifica nel girone A riesce a trovare la salvezza nei play-out battendo la Real Aglianese nello scontro diretto.
Nella successiva sessione estiva di calciomercato lascia le isolane per tornare a una società lombarda, siglando un accordo con il Como 2000, appena retrocessa, rimanendo a disputare la Serie B. La squadra, iscritta al girone A di Serie B, viene affidata al tecnico Antonio Cincotta che, anche grazie alla maggiore caratura tecnica della compagine rispetto alle avversarie, mantiene posizioni di vertice per tutta la stagione e al termine del campionato riguadagna la promozione in Serie A dopo un solo anno di cadetteria, con Brazzarola che matura 13 presenze siglando 4 reti.
La stagione entrante vede il ritorno in panchina di Dolores Prestifilippo che già aveva allenato il Como 2000 tra il 2002 e il 2004, tuttavia già alla 3ª giornata di campionato viene sostituita da Giuseppe Gerosa e dal suo staff. La squadra si rivela incapace di competere con le migliori avversarie del lotto, rimanendo in posizioni di bassa classifica fino al termine del campionato costringendola a giocarsi la salvezza ai play-out, senza successo, con il San Zaccaria, che dopo la vittoria per 3-0 sulle lariane le condannano alla retrocessione in serie B Brazzarola trova comunque poco spazio, per lei nessuna rete, solo 9 presenze su 22 incontri di campionato, alle quali si aggiungono le 2 in Coppa Italia prima dell'eliminazione già al primo turno.
Rimane legata alla società per le successive due stagioni, la 2017-2018, con la squadra che termina all'8º posto nel girone B di Serie B e che, anche a seguito della profonda riforma dei campionati che prevedono per la stagione successiva il ritorno della serie cadetta dai quattro gironi a nazionale e a girone unico, vedono le lariane retrocesse in Serie C, e la successiva dove il Como 2000 termina 8º nel girone B della Serie C.
Nell'estate 2019 decide di trasferirsi alle Azalee, società di Gallarate, rimanendo a disputare la Serie C nel girone A. Nelle tre stagioni che si susseguono aiuta le compagne a giocare un campionato che vede la squadra raggiungere sempre un'agevole salvezza, subendo nel marzo 2021 un nuovo stop per la rottura del legamento crociato, questa volta al ginocchio sinistro.

## Palmarès

### Club
- Campionato italiano di Serie B: 1

Como 2000: 2015-2016

## note
1. 1 2  Calciodonne.it, Giulia Brazzarola.
2. 1 2   Azalee, Brazzarola: “Il ginocchio ha fatto crack, stagione finita, piena fiducia nelle mie compagne”, su varesesport.com, 20 marzo 2021. URL consultato il 9 giugno 2021.
3. ↑   Dario Scarpelli, Gerosa Giuseppe il nuovo mister..., su FCF Como 2000, 19 ottobre 2016. URL consultato il 7 novembre 2016 (archiviato dall'url originale il 30 ottobre 2016).
4. ↑   Dario Scarpelli, Serie A: la Como 2000 perde il playout e retrocede, su fcfcomo2000.com, 20 maggio 2017. URL consultato il 19 febbraio 2018 (archiviato dall'url originale il 19 febbraio 2018).